# Tramea calverti
Tramea calverti là loài chuồn chuồn trong họ Libellulidae. Loài này được Muttkowski mô tả khoa học đầu tiên năm 1910.

## Hình ảnh

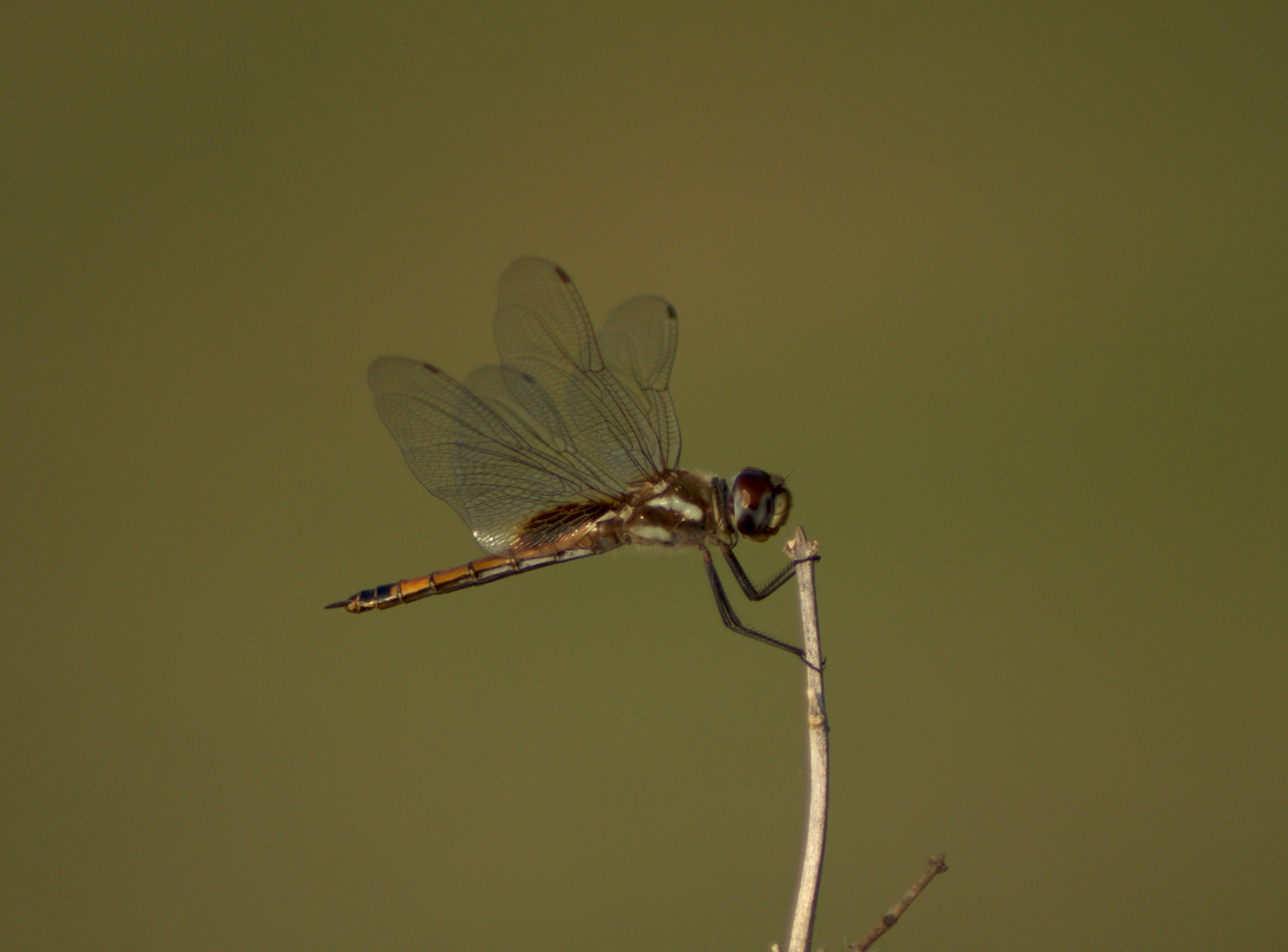